# Alsóilosva
Alsóilosva (románul: Ilișua, német Illischau) falu Romániában, Erdélyben, Beszterce-Naszód megyében, Déstől 21 km-re északkeletre.

## Nevének eredete
Nevét patakjáról kapta és szláv eredetű. A *Jelšava jelentése 'égererdőben futó patak'. Történeti névalakjai: Ilosva (1405), Nagy Ilosva (1628), Alsó-Ilosva (1703). Vö. Albertirsa, Ilosva, Jolsva.

## Története
A rómaiak a település határában castrumot építettek és sóbányát műveltek. A castrum köveit jórészt Bethlen egyik kastélyába építették be a 18. században.
A középkorban Csicsóvárhoz tartozó ruszin falu volt, 1405-től a Bánffy család tulajdonában. 1553-ban vajdája Andrejka, kenéze Makszin.
1603-ban elpusztult, később román és magyar lakossággal települt újra. A 17. században jelentős unitárius egyházközsége volt. 1717-ben, az ortodox templom görögkatolikus egyháznak való átadásakor Szűz Mária és Jézus képe a hívek előtt verejtékezni kezdett. Lakóit még ugyanazon évben a tatárok hurcolták el.
1745-ben már református lakói is voltak, akik az unitáriusokkal közös templomot használtak. 1750-ben három nemes, 28 jobbágy-, 16 zsellér- és négy kóbor család lakta. 1784-ben jött létre a római katolikus gyülekezet, Csicsókeresztúr filiájaként. 1828-ban a reformátusok önálló egyházközséget alapítottak és az 1840-es évek folyamán az unitáriusok református hitre tértek.
1848-ban 56 fős nemzetőrsége alakult, akik a kajáni román fölkelők támadását visszaverték, de Mihalaș elől Désre menekültek. Mihalaș határőrei kirabolták a Horváth család udvarházát.
Belső-Szolnok, 1876-tól Szolnok-Doboka vármegye Bethleni járásához tartozott. A 20. század elején nagyüzemi szarvasmarhatartás folyt benne.

## Lakossága
- 1785-ben 466 lakosát írták össze. 1790-ben a görögkatolikusok összeírása 366, a római katolikusoké 21, az unitáriusoké kilenc, 1766-ban a reformátusoké 37 lelket talált.[3]
- 1850-ben 613 lakosából 307 volt román, 205 magyar, 61 zsidó és 38 cigány nemzetiségű; 325 görögkatolikus, 185 református, 61 zsidó és 42 római katolikus vallású.
- 1900-ban 703 lakosából 420 volt román és 282 magyar anyanyelvű; 423 görögkatolikus, 213 református, 31 zsidó és 29 római katolikus vallású. Az összlakosság 30%-a tudott írni–olvasni, a román anyanyelvűek 21%-a beszélt magyarul.
- 2002-ben 860 lakosából 808 volt román és 51 magyar nemzetiségű; 758 ortodox, 53 református és 40 pünkösdista vallású.

## Látnivalók
- Udvarházát Petrichevich-Horváth Kozma építtette a 18. század második felében egy korábbi udvarház helyén,[4] a kúria a mostani alakját a Hye-Klebersberg birtoklás során kapta. 1952 óta gyermek-tüdőgondozó intézet működik benne.
- 1816-ban Horváth Károly épittette jelenlegi református templomát, amelyet a következő évben, Horváthné (Barcsai leány) adott a református egyháznak.
- Az ortodox (volt görögkatolikus) templom 1903-ban épült.
- Az Ala i. Tungrorum Frontaniana lovas és Cohors II. Brittanica milliaria gyalog római nagy települések lelöhelye. A castrum helye négyszögü, a községből délre a mezőn ma is tisztán kivehető.
- Egy pannoniai lovasosztály táborhelye és fürdője.